# 夏獻馨
夏獻馨（1831年—1881年），字菊人，號蘭莊，江西新建（今江西省南昌市）人，清朝政治人物、进士出身。夏廷梅（鼐甫）之子。
咸丰元年，乡试中举。咸丰六年，登进士，改庶吉士，后授翰林院編修、國史館纂修、翰林院撰文。咸丰十一年，担任順天鄉試同考官。同治元年，再任順天鄉試同考官。同治三年，担任山東道監察御史，后改任貴州道監察御史、兵科給事中、戶科掌印給事中。同治十三年、光绪二年、光绪三年，分别担任會試同考官。有子夏敬延、夏敬灝、夏敬輯，女婿蔡秉鴻。